# António II van Kongo
António II van Kongo was een Mwene Kongo van het Koninkrijk Kongo, die regeerde op een onbepaald tijdstip in de late 18e eeuw.

## Levensloop
Na de dood van Afonso V van Kongo onder onduidelijke omstandigheden in 1786, werd Álvaro XII van Kongo op 22 juni 1787 gekroond. Dit wordt bevestigd in een brief van 11 augustus 1787 van de Portugese gouverneur van Angola, José de Almeida e Vasconcelos Soveral Carvalho e Albergaria, Barão de Mossâmedes, waarin hij de dood van Afonso V vermeldt.
Echter, volgens de koningslijst opgesteld door António Francisco das Necessidades in Factos Memoraveis, wordt António II genoemd als opvolger van Afonso IV van Kongo, gevolgd door Álvaro XII.